# Bahnhof Nürnberg-Doos
Der Bahnhof Nürnberg-Doos war ein Bahnhof in Nürnberg an der Bahnstrecke Nürnberg–Bamberg und lag im Westen der Stadt an der Grenze zu Fürth im gleichnamigen Stadtteil. Er diente dem Personen- und Güterverkehr und war von 1844 bis 1991 im Personenverkehr in Betrieb. Heute ist er ein Bahnhofsteil von Fürth Hauptbahnhof.

## Geschichte
Der Bahnhof wurde am 15. Oktober 1844 durch die Königlich Bayerischen Staatseisenbahnen unter dem Namen Fürther Kreuzung, am Schnittpunkt der Ludwig-Süd-Nord-Bahn mit der Ludwigseisenbahn, zunächst nur provisorisch und für den Personenverkehr eröffnet. Umschlaganlagen für den Güterverkehr folgten ab 1. Oktober 1859, ebenso wurden die Gleisanlagen in den folgenden Jahren wegen des zunehmenden Verkehrs immer wieder erweitert. Nachdem die Ludwigseisenbahn-Gesellschaft am 4. Juni 1862 auf ihr bis 1865 laufendes Privileg, den Bahnverkehr zwischen Nürnberg und Fürth ausschließlich selbst abzuwickeln, verzichtet hatte, wurde am 1. Oktober 1862 von der Staatsbahn eine Stichstrecke zum Fürther Bahnhof (dem heutigen Hauptbahnhof) eröffnet. Mit der Verlängerung dieser Stichstrecke nach Rottendorf und dem Bau des „Fürther Bogens“ wurde der Bahnhof an seine heutige Stelle an der Bahnstrecke Nürnberg–Bamberg verlegt und am 15. Mai 1876 mit gleichzeitiger Umbenennung in Nürnberg-Doos wieder dem Verkehr übergeben. Der Personenverkehr wurde am 2. Juni 1991 eingestellt, nachdem die Fahrgastzahlen wegen der seit 1981 parallel verlaufenden U-Bahn mit dem nahegelegenen U-Bahnhof Muggenhof immer weiter sanken. Im Zuge des viergleisigen Ausbaus der Bahnstrecke zwischen Nürnberg und Fürth wurden die seitdem ungenutzten Bahnsteige und die Zugänge im Sommer 2008 abgebrochen. Im Bahnhofsgebäude befindet sich heute ein Hotel.